# Guido Enrico Fiorini
Guido Enrico Fiorini (Bologna, 5 maggio 1879 – Gignese, 30 settembre 1960) è stato un pittore, decoratore e restauratore italiano.
Anche affreschista e grafico, è stato tra le figure cruciali del Liberty bolognese.

## Biografia
Nacque a Bologna da Getano Fiorini ed Adelaide Farinelli. La sua prima attività documentata risale al 1894 come "tipografo".
Segue la Scuola Professionale di Arti Decorative di Bologna e poi gli esami presso il Regio Istituto di Belle Arti di Bologna dove ottiene l'abilitazione all'insegnamento del disegno.
Nel 1919 perde la moglie vittima dell'influenza spagnola dalla quale aveva avuto la figlia Azeglia; dopo il matrimonio della figlia con un medico ungherese il Dott. Matteo Benedek nel 1946 si trasferisce insieme alla famiglia a Mergozzo, e poi a Gignese, dove si spense nel 1960.

## Le opere
L'intensa attività artistica dell'eclettico artista bolognese si sviluppa tra il 1902 ed il 1952, iniziando presso lo studio di San Francesco, sede della Società Aemilia Ars. Oggetto di una parte del suo lavoro si svolge infatti per l'azienda Merletti e Ricami a punto antico per la quale realizza disegni di ricami e merletti. La Società Aemilia Ars fondata nel 1898 ebbe la direzione artistica di Alfonso Rubbiani, con lo scopo di dare un nuovo impulso alle arti decorative emiliane. Guido Fiorini collaborò a lungo con l'azienda Aemilia Ars, ma anche con i più importanti artisti della società, ad esempio con Achille Casanova, con il quale lavorò per due anni alla decorazione ad affresco dell'abside della chiesa di Sant'Antonio di Padova per la quale disegna anche le balze di tovaglia d'altare.
I disegni di Guido Fiorini vennero pubblicati nelle più importanti riviste di inizio novecento dedicate alle Arti Decorative. Tra le arti decorative il Fiorini rivolge interesse alla decorazione di pagina, ed all'arte della miniatura come autore di pergamene a carattere celebrativo - una tendenza rilanciata in Inghilterra con il movimento Arts and Craft inglese ed al lavoro di William Morris il quale aprì nel 1870 presso la propria fabbrica, la sezione della miniatura su carta e pergamena.
Fiorini realizza testate di pagina ed iniziali ornate con maniera squisitamente liberty e con riferimenti Decò, celebraando la bellezza e l'universo femminile, realizzando anche lettere ornate in alfabeti completi.
Il nucleo organico delle opere dell'artista è dovuto alla donazione effettuata dalla figlia Azelia Fiorini Benedek e dal nipote Giorgio Benedek, e si trova oggi in parte esposto presso il Museo del Tessuto e della Tappezzeria "Vittorio Zironi" di Bologna.